# Xystrocera lujae
Xystrocera lujae es una especie de escarabajo longicornio del género Xystrocera, categorizada en la tribu Xystrocerini, de la subfamilia Cerambycinae. Fue descrita por Hintz en 1911.

## Descripción
Mide 13-28 mm de longitud.

## Distribución
Se distribuye por Angola, Uganda, República Centroafricana, República Democrática del Congo y Tanzania.